# Capitán Futuro (ciencia ficción)
Captain Future (Capitán Futuro) es un héroe de ciencia ficción, un científico y aventurero que viaja por el espacio, que apareció originalmente en una revista pulp del mismo nombre entre 1940 y 1944. El personaje fue creado por el editor Mort Weisinger y sus guiones fueron escritos principalmente por Edmond Hamilton. Posteriormente ha habido una serie de adaptaciones y obras derivadas. De importancia particular fue un ánime japonés de 1978-79 (キ ャ プ テ ン ・ フ ュ ー チ ャ ー, Capitán Futuro), que fue doblado a varios idiomas y que gozó de gran popularidad, particularmente en español, francés, alemán, italiano y árabe. Dentro de los países francófonos, su título es el de Capitaine Flam.

## Orígenes

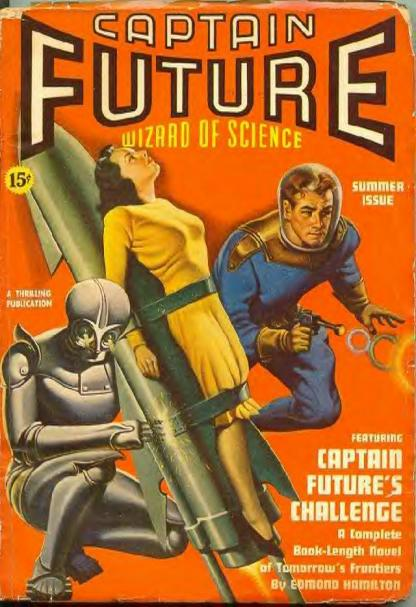
Tercer número que incluyó el debut de Earle K. Bergey como artista de carátula para la revista.

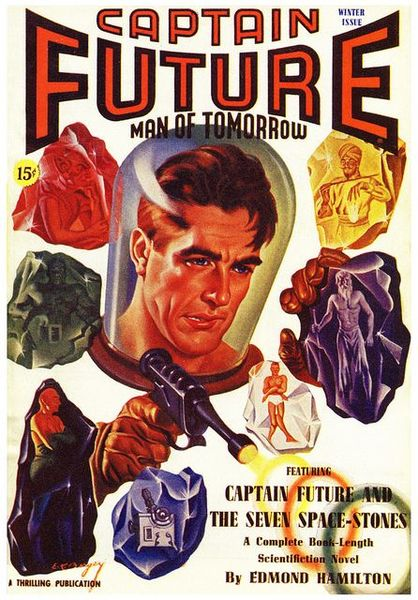
Famoso retrato en primer plano de Bergey, invierno de 1941.

El Captain Future fue creado por Mort Weisinger, editor de Better Publications, e Leo Margulies, redactor jefe, antes de la Primera Convención Mundial de Ciencia Ficción en 1939, si bien a veces se le atribuye erróneamente su creación al escritor de ciencia ficción Edmond Hamilton, quien de hecho fue el escritor de la mayoría de las historias del Captain Future.
El personaje original fue publicado por la editorial Thrilling/Standard/Better de propiedad de Ned Pine. Un Capitán Futuro diferente era publicado en la línea Nedor Comics de Pine.

## Historias publicadas y arte
Las historias fueron publicadas en revistas pulp estadounidenses entre 1940 y 1951, con ilustraciones de portada en colores brillantes hechas por Earle K. Bergey y otros dos artistas de revistas pulp. Las aventuras de origen del Capitán Futuro aparecieron en la revista homónima, que se publicó entre 1940 y 1944, coincidiendo con la Segunda Guerra Mundial. Bergey fue el ilustrador de doce de las diecisiete carátulas de la revista del Capitán Futuro, así como de las diez portadas subsiguientes de Startling Stories, título bajo el cual se publicaron más novelas del Capitán Futuro. Es de destacar que el arte de Bergey para Captain Future, empezando con el número tres, marcó el comienzo de su trabajo pionero en los campos de la ilustración de ciencia ficción y de fantasía.
Mientras que los primeros cuatro números de Captain Future tenían el subtítulo de "Wizard of Science" (Hechicero de la Ciencia), los siguientes trece números llevaban en cambio el encabezado de "Man of Science" (Hombre de Ciencia), cambiando así el enfoque a la humanidad del héroe titular, cuyo nombre de pila era Curtis Newton. Newton, un brillante científico y aventurero, recorre el sistema solar como el Capitán Futuro, resolviendo problemas, corrigiendo males y derrotando a supervillanos futuristas. Publicado por Better Publications, un sello del extenso Thrilling Group de publicaciones pulp, Captain Future brindaba a los lectores el único héroe pulp explícitamente de ciencia ficción y fantasía en la historia de los pulps estadounidenses.
La serie contiene una serie de supuestos sobre el sistema solar que resultan extravagantes para los estándares modernos, pero que parecían plausibles, al menos para el público en general, para el momento en que se escribieron las historias. Todos los planetas del sistema solar, y muchas de sus lunas y asteroides, son aptos para la vida, y la mayoría están ya ocupados por razas humanoides extraterrestres. Si bien las aventuras iniciales tienen lugar en los planetas del sistema solar, historias posteriores (una vez el personaje inventa el "motor de vibración") llevan al héroe a otras estrellas, a otras dimensiones e incluso al pasado lejano y hasta casi el final del Universo. Por ejemplo, visitan la estrella Deneb, que es descrita como el origen de los humanos terrestres, así como muchas otras razas humanoides en todo el Sistema Solar y más allá.

## Trama
La serie transcurría originalmente en 1990. A medida que progresó la serie, Hamilton dejó pronto de usar fechas exactas (excepto para referirse a aquellas "en el pasado", por ejemplo, al referirse a los viajes de los astronautas que primero aterrizaron en la mayoría de los otros planetas del Sistema Solar), manteniendo una continuidad en la serie. En historias posteriores, si se preguntaba o se revelaba la fecha, se hacía de manera discreta.
La serie tiene su inicio cuando el genio científico Roger Newton, su esposa Elaine y su colega Simon Wright abandonan el planeta Tierra para irse a investigar a un laboratorio aislado en la luna y así escapar de las depredaciones de Victor Corvo (originalmente Victor Kaslan), un político criminal que deseaba usar los inventos de Newton para su propio beneficio. El cuerpo de Simon es viejo y está enfermo y Roger le permite continuar haciendo investigación al trasplantar su cerebro sano a un estuche artificial (originalmente incapaz de moverse, cargado a todas partes por Grag, y luego equipada con unidades elevadoras). Trabajando en conjunto, los dos científicos crean un robot inteligente llamado Grag y un androide con habilidades de transformación de nombre Otho. Un día, Corvo aterriza en la luna y asesina a los Newton, pero antes de lograr cosechar los frutos de su atrocidad, Corvo y sus asesinos mueren a su vez a manos de Grag y Otho.
Las muertes de los Newton dejan a su hijo, Curtis, a cargo del improbable trío de Otho, Grag y Simon Wright. Bajo su tutela, Curtis crece hasta convertirse en un científico brillante y tan fuerte y rápido como cualquier atleta campeón. También crece con un fuerte sentido de la responsabilidad y con la esperanza de usar sus habilidades científicas para ayudar a las personas. Con ese objetivo en mente, decide llamarse Capitán Futuro. Simon, Otho y Grag reciben el nombre de los Futuremen (Los hombres del futuro) en historias posteriores. Otros personajes frecuentes de la serie incluyen el antiguo mariscal espacial Ezra Gurney, la hermosa agente de la patrulla planertaria Joan Randall (que sirve como el interés romántico de Curtis), y James Carthew, presidente del Sistema Solar que mantiene su oficina en Nueva York y que llama a Futuro en casos de extrema necesidad.
El Capitán Futuro se enfrenta contra muchos enemigos en su carrera, pero su archienemigo es Ul Quorn, el único villano recurrente en la serie, apareciendo en dos historias diferentes. Quorn es en parte marciano, por lo que se le llama el Mago de Marte, pero también es el hijo de Victor Corvo, el asesino de los Newton. Quorn es también científico y sus habilidades rivalizan con las del Capitán Futuro.

## Historias
Revistas Captain Future, Startling Stories y Amazing Stories
| Número     | Título de la Historia                     | Autor                                  | Título de la Publicación | Fecha de publicación | Notas                                       |
| ---------- | ----------------------------------------- | -------------------------------------- | ------------------------ | -------------------- | ------------------------------------------- |
| 1          | Captain Future and the Space Emperor      | Edmond Hamilton                        | Captain Future           | Invierno 1940        | reimpreso con el mismo título               |
| 2          | Calling Captain Future                    | Edmond Hamilton                        | Captain Future           | Primavera 1940       | reimpreso con el mismo título               |
| 3          | Captain Future's Challenge                | Edmond Hamilton                        | Captain Future           | Verano 1940          | reimpreso con el mismo título               |
| 4          | The Triumph of Captain Future             | Edmond Hamilton                        | Captain Future           | Otoño 1940           | reimpreso con el título de "Galaxy Mission" |
| 5          | Captain Future and the Seven Space Stones | Edmond Hamilton                        | Captain Future           | Invierno 1941        |                                             |
| 6          | Star Trail to Glory                       | Edmond Hamilton                        | Captain Future           | Primavera 1941       |                                             |
| 7          | The Magician of Mars                      | Edmond Hamilton                        | Captain Future           | Verano 1941          | reimpreso con el mismo título               |
| 8          | The Lost World of Time                    | Edmond Hamilton                        | Captain Future           | Otoño 1941           |                                             |
| 9          | Quest Beyond the Stars                    | Edmond Hamilton                        | Captain Future           | Invierno 1942        | reimpreso con el mismo título               |
| 10         | Outlaws of the Moon                       | Edmond Hamilton                        | Captain Future           | Primavera 1942       | reimpreso con el mismo título               |
| 11         | The Comet Kings                           | Edmond Hamilton                        | Captain Future           | Verano 1942          | reimpreso con el mismo título               |
| 12         | Planets in Peril                          | Edmond Hamilton                        | Captain Future           | Otoño 1942           | reimpreso con el mismo título               |
| 13         | The Face of the Deep                      | Edmond Hamilton                        | Captain Future           | Invierno 1943        |                                             |
| 14         | Worlds to Come                            | Joseph Samachson as William Morrison   | Captain Future           | Primavera 1943       |                                             |
| 15         | Star of Dread                             | Edmond Hamilton                        | Captain Future           | Verano 1943          |                                             |
| 16         | Magic Moon                                | Edmond Hamilton                        | Captain Future           | Invierno 1944        |                                             |
| 17         | Days of Creation                          | Joseph Samachson como William Morrison | Captain Future           | Primavera 1944       | reimpreso como "The Tenth Planet"           |
| 18         | Red Sun of Danger                         | Edmond Hamilton                        | Startling Stories        | Primavera 1945       | reimpreso como "Danger Planet"              |
| 19         | Outlaw World                              | Edmond Hamilton                        | Startling Stories        | Invierno 1946        | reimpreso con el mismo título               |
| 20         | The Solar Invasion                        | Manly Wade Wellman                     | Startling Stories        | Otoño 1946           | reimpreso con el mismo título               |
| SS01       | The Return of Captain Future              | Edmond Hamilton                        | Startling Stories        | Enero 1950           |                                             |
| SS02       | Children of the Sun                       | Edmond Hamilton                        | Startling Stories        | May 1950             |                                             |
| SS03       | The Harpers of Titan                      | Edmond Hamilton                        | Startling Stories        | Septiembre 1950      | reimpreso como parte de Doctor Cyclops      |
| SS04       | Pardon My Iron Nerves                     | Edmond Hamilton                        | Startling Stories        | Noviembre 1950       |                                             |
| SS05       | Moon of the Unforgotten                   | Edmond Hamilton                        | Startling Stories        | Enero 1951           |                                             |
| SS06       | Earthmen No More                          | Edmond Hamilton                        | Startling Stories        | Marzo 1951           |                                             |
| SS07       | Birthplace of Creation                    | Edmond Hamilton                        | Startling Stories        | Mayo 1951            |                                             |
| Side Story | Treasure on Thunder Moon                  | Edmond Hamilton                        | Amazing Stories          | Abril 1942           | see explanation in notes below              |
| Side Story | Forgotten World                           | Edmond Hamilton                        | Thrilling Wonder Stories | Invierno 1946        | see explanation in notes below              |

Notas
- Las historias n. ° 14-17 se atribuyeron al nombre de propiedad del editorial recién creado "Brett Sterling"
- Las historias SS1–7 fueron relatos breves que tuvieron lugar unos años después en "continuidad".
- Si bien no era una historia de Captain Future per se, la historia corta Treasure on Thunder Moon presenta la aventura 'final' de los sobrevivientes de las tripulaciones de varios de los primeros exploradores que figuran de manera prominente en las novelas de Future: Gorham Johnson, Mark Carew, Jan Wenzi y otros. --marcando esto sólidamente como una 'historia paralela' a la serie de Future. Los Futuremen en persona visitan Thunder Moon en el transcurso de Captain Future's Challenge .
- Si bien no es una historia del Capitán Futuro per se, la novela corta Forgotten World tuvo lugar unos 2.000 años en el futuro del universo Futuriano. Se hacen numerosas menciones a los exploradores originales del espacio solariano (Carew, Wenzi y otros mencionados en los artículos de Worlds of Tomorrow en las páginas finales de los números de CF), dejando claro que esta historia seguía a las historias originales.
- Varios números se reimprimieron en rústica en la década de 1960, como se señaló anteriormente (uno tenía una portada de Frank Frazetta, varios tenían arte de Jeff Jones y varias portadas reimpresas de la serie alemana de ciencia ficción Perry Rhodan [incluido el libro reimpreso de Doctor Cyclops])
- En las revistas pulp populares, invierno se refería a la primera temporada/trimestre del año (invierno, primavera, verano, otoño).
- Todas las historias (excepto Treasure on Thunder Moon y Forgotten World ) han sido reimpresas como libros electrónicos en varios formatos.

## Personajes
Capitán Futuro
Un hombre pelirrojo, alto, atlético y apuesto, el Capitán Futuro nació en la luna con el nombre de Curtis Newton. Tras la muerte de sus padres, es entrenado por el profesor Simon, Otho y Grag en todas las actividades científicas y atléticas necesarias para combatir el crimen y la injusticia en todo el sistema solar.
Profesor Simon Wright
Un cerebro humano que vive en un estuche transparente de soporte vital de energía nuclear, con visores montados en tentáculos. Es el mentor y asesor principal del Capitán Future en asuntos científicos.
Grag y Otho
Grag es un robot metálico de dos metros de altura. Otho es un androide de piel blanca. Los dos fueron creados por Roger Newton con inteligencia artificial y emociones humanas para ser amigos y ayudantes de la humanidad. Grag y Otho tienen una rivalidad amistosa en las historias. Grag es grande y fuerte, pero no muy inteligente, mientras que Otho es ingenioso, ágil y (con la ayuda de un químico especial) capaz de alterar radicalmente su apariencia física.
Eek y Oog
Las mascotas de Grag y Otho, respectivamente. Eek es un cachorro lunar, una criatura similar a un perro que no necesita aire para sobrevivir y que come metales blandos. Oog es una criatura amorfa llamada "un imitador", una mascota creada artificialmente que puede cambiar su forma como lo hace Otho. Ambos son telepáticos y están muy apegados a sus respectivos amos.
Joan Randall
Una hermosa agente de la Policía Planetaria en la Tierra, de cabello castaño (cabello rubio en la serie de anime). Si bien ella y Curtis comparten una atracción romántica mutua, sus respectivos deberes y la torpeza social de Curtis les impiden consolidar una relación más profunda.
Mariscal Ezra Gurney
Un oficial veterano de alto rango en la Policía Planetaria.
Ul Quorn
Hijo de Victor Corvo, el hombre que asesinó a los padres del Capitán Futuro. Aunque es un genio científico, ha elegido usar su intelecto para propósitos malévolos.
Johnny Kirk
Un niño huérfano y un fanático de los Futuremen. Durante su debut en "El Mago de Marte", impresiona al Capitán Futuro con su determinación de convertirse en parte de su tripulación, y más tarde es entregado a Joan y la Policía Planetaria para que lo entrenen como futuro miembro de la tripulación. Aparece en la serie de anime en un papel más amplio y bajo el nuevo nombre de Ken Scott .

## Adaptaciones y otros trabajos derivados

### Anime
En 1978, un año después de la muerte de Hamilton, Toei Animation de Japón produjo una serie de anime, Capitán Futuro (キャプテン・フューチャー Kyaputen Fyūchā?)  de 53 episodios, basada en 13 historias. A pesar de las diferencias respecto a las referencias culturales y al medio, la serie animada fue fiel al original en muchas formas, desde las explicaciones científicas didácticas hasta el énfasis en la utilidad del cerebro en contraposición al músculo.
La serie fue traducida a varios idiomas y se distribuyó a nivel mundial. Los cuatro episodios que componen la segunda historia de la serie fueron doblados al inglés y lanzados en video por ZIV International a principios de la década de 1980 con el título de The Adventures of Captain Future. A finales de la década de 1980, Harmony Gold dobló la historia inicial en cuatro partes de la serie como una "película para televisión" editada con el título simple de Captain Future, pero alterando algunos nombres de personajes (diferentes de aquellos de las historias de Hamilton, bien por asuntos relativos a la ley de licencias o por otras razones, lo que sigue siendo motivo de amplia especulación). Una edición en Blu-ray exclusivamente en japonés se lanzó en septiembre de 2016 (Caja 1) y noviembre de 2016 (Caja 2). En diciembre de 2016 se lanzó en Blu-ray una "Edición limitada de coleccionista" en alemán, que incluye no solo la versión japonesa remasterizada y sin cortes (con subtítulos en alemán) sino también la versión alemana que tenía muchos cortes.
Mientras que en inglés se tradujeron apenas ocho episodios, la serie alcanzó un gran éxito en otros países, particularmente en Francia, donde el título y el nombre del personaje principal fueron cambiados al de "Capitaine Flam", en Italia con el título de "Capitan Futuro", en América Latina y España con el título "Capitán Futuro", y en Taiwán con el título "太空 突擊隊" ("Comando Espacial"). La versión en árabe tiene como título el de فارس الفضاء (Faris al-Fadha'a, "El caballero del espacio") y se transmitió muchas veces durante la década de 1980.
La serie se emitió también en Alemania, donde apareció bajo su título original. Sin embargo, esta versión fue objeto de muchos cortes en aproximadamente una cuarta parte de su duración original, en particular las escenas violentas o aquellas consideradas "prescindibles" para las historias.

### "La muerte del Capitán Futuro"
The Death of Captain Future (Asimov's Science Fiction, octubre de 1995) es una novela de Allen Steele sobre un hombre llamado Bo McKinnon que es coleccionista de "revistas pulp antiguas" y empieza a actuar una elaborada vida de fantasía basada en las historias del Captain Future. La novela ganó el premio Hugo a mejor novela en 1996. En la historia, como en el mundo real, el Captain Future es un personaje ficticio de los pulp. The Exile of Evening Star (El exilio de estrella vespertina, Asimov's Science Fiction, enero de 1999) continúa la historia y le da una conclusión, e incluye muchas citas sacadas de las novelas de revistas originales.
La novela de Steele Avengers of the Moon (2017) tiene al Capitán Futuro como su protagonista, así como a todos los personajes principales de las historias de ficción del pulp originales. También es el autor de "Captain Future in Love" y "The Guns of Pluto". Ha modernizado las historias sin dejar de mantenerse fiel al espíritu y al mundo de los personajes creados por Hamilton.

### Largometraje
En marzo de 2010, el director alemán Christian Alvart (Pandorum, Caso 39) se hizo con los derechos cinematográficos de Captain Future y está trabajando en una adaptación de acción en vivo en 3D.
En 2015, se filtró un tráiler breve de una versión en CGI de Captain Future hecha por Prophecy FX. Se afirmó que el tráiler era un estudio para un proyecto aún sin revelar. En marzo de 2016, Chris Alvart confirmó en una entrevista en el podcast RocketBeansTV que había adquirido los derechos de los diseños de TOEI Animation para que la película se viera y se sintiera como la serie animada.

### Otras apariciones
- La serie de televisión japonesa Captain Ultra, una serie ubicada entre dos series reales de Ultraman, fue una suerte de adaptación de acción en vivo de la serie Captain Future (que también ha seguido siendo popular en Japón). Todos los personajes de la serie hacen apariciones, si bien con nombres diferentes.
- En la serie de televisión The Big Bang Theory, la portada de una revista de Captain Future aparece como un póster de pared junto a la puerta del apartamento de Leonard y Sheldon.
- En Cat Planet Cuties, el episodio 9 incluye una canción conocida de la serie de televisión de anime del Captain Future.[12]
- En los DC Comics Pre-Crisis, apareció un personaje llamado Edmond Hamilton como un adversario menor de Superman. Este personaje, como resultado de ser homónimo del escritor de ciencia ficción y de su obra más famosa, adoptó la identidad del Coronel Futuro y terminó luchando contra Superman a pesar de tener intenciones heroicas.[13] Este personaje es un homenaje al Edmond Hamilton verdadero y su trabajo en DC Comics.

## Lunas de Plutón
Calling Captain Future es notable por haberle dado los nombres a tres de las lunas de Plutón (para entonces aún desconocidas), Caronte, Estigia y Cerberus, en honor a personajes mitológicos asociados con el dios griego Plutón. Por casualidad o por cualquier otra razón, los tres nombres fueron usados posteriormente para las lunas de Plutón (si bien Cerberus se escribió con la ortografía griega).